# سفن دايز تو داي
سفن دايز تو داي (بالإنجليزية: 7 Days to Die)‏ ، هي لعبة فيديو إلكترونية من نوع رعب البقاء ، صدرت في السوق شهر يونيو سنة 2016م، وتعمل لأنظمة التشغيل كل من بلاي ستيشن 4 وإكس بوكس ون ومايكروسوفت ويندوز ولينكس ، وتدور القصة حول الرجل الذي حارب من أجل البقاء على قيد الحياة في المناطق النائية وخوفاً من مواجهة الزومبيين الذين يريدون افتراسه.